# DiSEqC

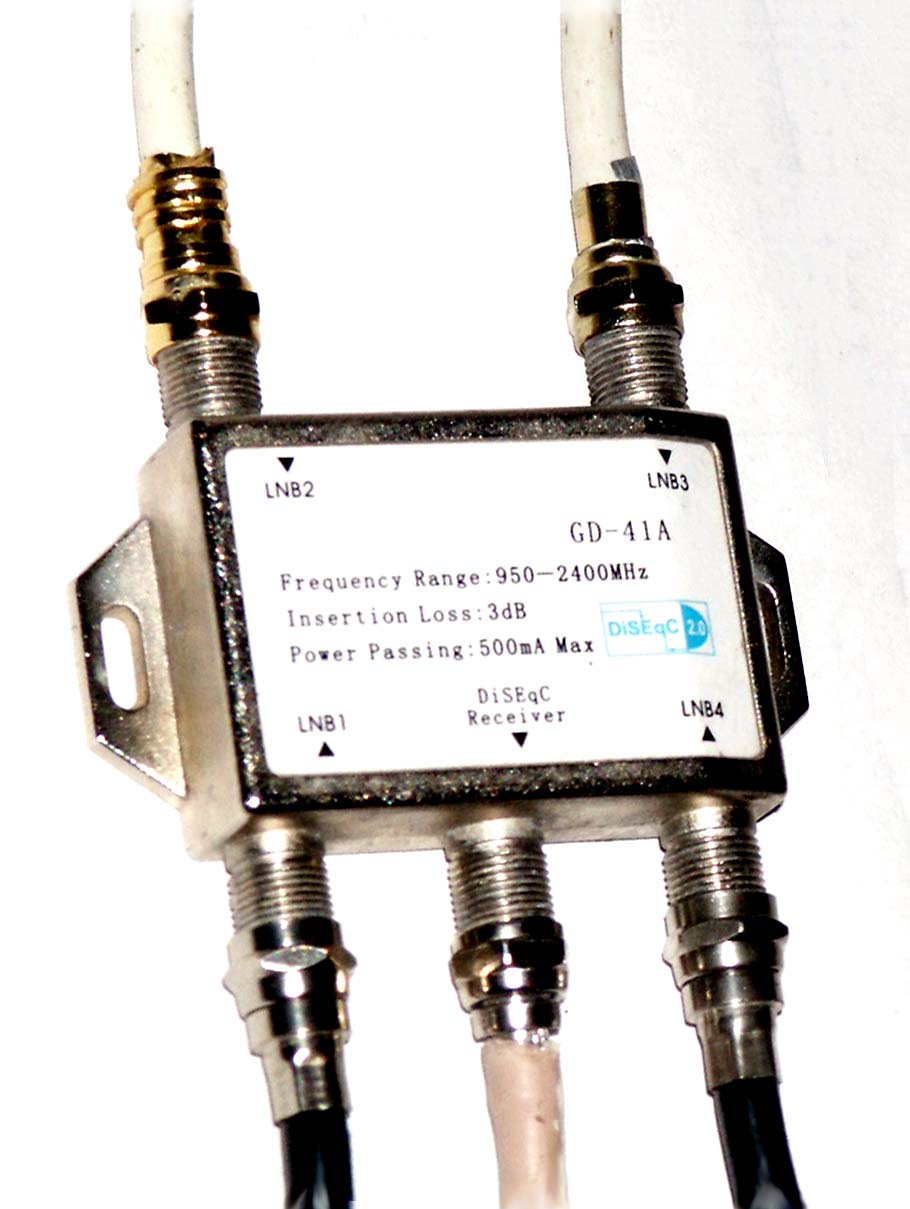
Conmutador DiSEqC.

DiSEqC (Digital Satellite Equipment Control, control de equipamiento satelital digital) es un protocolo de comunicaciones especial para ser utilizado entre un receptor satelital y un dispositivo como:
- un conmutador multiantena,
- un posicionador de antena pequeña, o,
- un soporte multi-LNB (Low Noise Block, Bloque de Bajo Ruido).

Es compatible con los actuadores utilizados para rotar grandes antenas de banda C utilizados con un posicionador DiSEqC. Utiliza cable coaxial para transmitir tanto datos o señales bidireccionales y electricidad.
Se basa en el planteamiento maestro-esclavo, y utiliza una modulación digital de anchura de pulsos sobre una portadora (también llamada “tono”) de 0 o 22 kHz, que ya existe en el cable coaxial, según la polaridad del satélite (para satélites que trabajen en la banda FSS, en polarizaciones lineales).
Es un protocolo estándar abierto. Los mecanismos de control que se utilizan en DiSEqC son:
- Controlar la polaridad mediante aplicación de tensión de 13/18 voltios.
- Selección de una determinada banda de repetición usando tonos de frecuencia fija de 0 o 22 kHz.
- Algunos equipos también permiten la selección de la polaridad con tensiones de 0/12 voltios.
- Control de parabólicas robotizadas, mediante un sistema de pulsos y un motor paso a paso.